# Matrice complessa coniugata
In algebra lineare, la matrice complessa coniugata di una matrice complessa {\displaystyle A=(a_{i,j})_{i,j}} è la matrice {\displaystyle {\overline {A}}} i cui elementi sono i coniugati complessi {\displaystyle ({\overline {a_{i,j}}})_{i,j}} di {\displaystyle A}. 
Talvolta viene anche utilizzata la notazione {\displaystyle A^{*}}, più ambigua in quanto è utilizzata anche per indicare la matrice aggiunta di {\displaystyle A}.

## Proprietà
Le seguenti proprietà derivano immediatamente dalle proprietà di coniugio complesso:
{\displaystyle {\overline {A+B}}={\overline {A}}+{\overline {B}}\qquad {\overline {cA}}={\overline {c}}{\overline {A}}\qquad {\overline {A\cdot B}}={\overline {A}}\cdot {\overline {B}}\qquad {\overline {\overline {A}}}=A}
Una matrice con elementi reali coincide con la propria complessa coniugata.